# Grigori Galitsin
Grigori Aleksandrovich Galitsin ( ruso : Григо́рий Алекса́ндрович Гали́цын) también conocido como A. Obolenski  ) (1957-13 de noviembre de 2021) fue un fotógrafo erótico ruso.

## Biografía

### Carrera
Galitsin estudió pintura clásica en Leningrado para después dedicarse a la fotografía. Su primera cámara, una de las primeras Leica, se la regaló su abuelo, que se la compró al ejército alemán en 1947.
En 1996, Galitsin se dedicaba ya de forma total a la fotografía erótica en Volgogrado.
Este comienza a subir imágenes a un primitivo sitio web de adultos. Para 1998, era ya uno de los más destacados fotógrafos del recién fundado Most Erotic Teens (antecesor de MET-ART).
En 2002, dejó MET y en colaboración con el noruego Petter Hegre lanza la web Galitsin-Archives, aunque tras un conflicto entre ambos, Galitsin cierra la web para abrir otra, la llamada Galitsin News y Hegre, por su parte, abriría Hegre-Archives, predecesor del actual Hegre.com. 
La mayor parte de su contenido se realizó en Volgogrado y en habitaciones de hotel de Moscú.
Su apartamento, que otrora fue casa de la poeta Margarita Agashina y de Yuri Chekov, antiguo alcalde de la región, se convirtió en su estudio, donde rodaba sus vídeos con grandes avances tecnológicos.
Los vecinos no sospechaban cual era su trabajo, aunque les llamaba la atención su costoso estilo de vida.
También grabó en el extranjero, en países como Egipto e India.
La controversia llegó en 2006, cuando realizó escenas con modelos en balnearios y salones de masajes ayurvédicos en Varkala y Papanasam, India. 
Cuando la policía india descubrió esos videos realizó redadas en esos lugares bajo sospecha de actividad ilegal.

### Detención
El 17 de septiembre de 2006, Galitsin y su esposa Irina Aleksandrovna Pischasova, que también llegó a trabajar como modelo para él, fueron arrestados en Rusia acusados de violar el código penal.
Un mes después Galitsin pidió una intervención en su nombre al presidente Ruso Vladímir Putin.
Fueron puestos en libertad en 2009, aunque posteriormente afrontarían nuevos cargos.
En 2014 Galitsin, Irina y sus dos hijos se mudaron a Kalachyovsky, invirtiendo este todos sus ahorros en crear una granja experimental. 
Galitsin llegó a criar cerdos y pollos de razas extrañas, sobre todo cerdos del tipo Mangalica. 
Dejó atrás la fotografía personal, y solo se dedicó a documentar el día a día de su familia en la granja.

A partir de 2017 comenzó a colaborar con Shutterstock, aportando fotos y vídeos, y en 2018 hizo lo propio con Adobe Stock.

## Libros
- Galitsin's Angels: From Russia with Love. Munich: Edition Reuss. 2005. ISBN 3-934020-34-8.